# La intérprete
La intérprete es una coproducción cinematográfica internacional de 2005, dirigida por Sydney Pollack. Protagonizada por Nicole Kidman y Sean Penn en los papeles principales, fue la primera película rodada en el interior de la Asamblea General de las Naciones Unidas y en los edificios del Consejo de seguridad.

## Argumento
Silvia Broome (Nicole Kidman) trabaja como intérprete en las Naciones Unidas y accidentalmente escucha un plan para asesinar a Edmond Zuwanie (Earl Cameron), en un idioma nativo de su país que pocas personas conocen. Tobin Keller (Sean Penn) es el agente del servicio secreto de Estados Unidos y trabaja en colaboración con la policía de las Naciones Unidas, al que le encargan la investigación del caso, la denuncia y sospecha de asesinato, y que acaba convirtiéndose en el protector de Silvia.
El presidente de la República Democrática de Matobo, Edmond Zuwanie, hablará en la Asamblea General de las Naciones Unidas en Nueva York, en un intento desesperado de evitar ser juzgado por la Corte Penal Internacional, dado que su régimen es sospechoso de varios actos criminales de limpieza étnica durante su gobierno de dictadura y genera una situación incómoda para los organizadores de la reunión, en donde se espera que prometa reformas políticas, democráticas y convocar a elecciones presidenciales para mejorar su imagen, ante la comunidad internacional y la ONU. 
La ONU está considerando acusar a Zuwanie, para ser juzgado en la Corte Penal Internacional de La Haya, por violaciones a los derechos humanos, él surge inicialmente como un libertador, pero en los últimos 20 años se ha vuelto tan corrupto y tiránico como el gobierno que derrocó, y ahora es responsable de la limpieza étnica y otras atrocidades dentro de Matobo. Zuwanie pronto visitará la ONU y presentará su propio caso ante la Asamblea General, en un intento por evitar la acusación.
Un problema de seguridad provocado por un detector de metales que funciona mal en la puerta de ingreso a la ONU, obliga a la evacuación del edificio de la ONU y, cuando Silvia regresa por la noche para recuperar algunas pertenencias personales en un pequeño bolso, escucha a dos hombres discutiendo un complot de asesinato en Ku (la lingua franca de Matoban). Silvia sale corriendo del edificio cuando los hombres se dan cuenta de su presencia. Al día siguiente, Silvia reconoce algunas palabras en una reunión en el edificio de la ONU, donde está trabajando interpretando el idioma para funcionarios de la ONU, de frases que escuchó la noche anterior y decide finalmente informar el incidente a la seguridad de la ONU; el objetivo del asesinato parece ser el propio Zuwanie, aparentemente de parte de sus enemigos políticos.
Los funcionarios de la ONU, llaman al Servicio Secreto de EE. UU., que asigna a los agentes de la División de Protección de Dignatarios, Tobin Keller y Dot Woods para investigar la denuncia, de la que dudan sea cierta y sospechan que algo más se oculta, como para proteger a Zuwanie cuando llegue, así como al jefe de seguridad personal de Zuwanie, el ex mercenario holandés Nils Lud. 
El agente Keller, cuya esposa separada murió en un accidente automovilístico unas semanas antes, se entera de que Silvia, en el pasado, estuvo involucrada en un grupo guerrillero de Matoban, que sus padres y su hermana fueron asesinados por minas terrestres colocadas por los hombres de Zuwanie en el camino cuando regresaban de la escuela, y que ella ha salido en una cita, con uno de los oponentes políticos de Zuwanie. Aunque Keller siempre sospecha de la veracidad de la historia de fondo de Silvia, los dos se vuelven cercanos, en parte debido a su dolor compartido, y Keller termina protegiéndola de los ataques a su persona.
Paralelamente, el hermano de Silvia, Simon (Hugo Speer), está en grave peligro, ya que intenta organizar una reunión importante entre los dos líderes de la oposición a Zuwanie, Kuman-Kuman (George Harris) y Ajene Xola (Curtiss Cook), pero en esta reunión Simon y Ajene Xola resultan asesinados, por órdenes del dictador Zuwanie. Durante el desarrollo de la historia de la investigación, se conocen secretos del pasado de Silvia; ella le guarda rencor a Zuwanie por ser responsable del asesinato de sus padres y posteriormente de su hermano Simon. Varios de los opositores políticos intentan asesinar a Zuwanie y sus simpatizantes en su visita a Nueva York, por lo que en el momento de su llegada a la Asamblea General, se desata un gran operativo de seguridad.
Philippe llama a Silvia para encontrarse en un lugar secreto y le informa de la muerte de Xola, ella logra escapar de los controles de los agentes secretos, que no confían en su denuncia y la mantienen vigilada en su departamento, pero él miente y dice no saber qué le ha pasado a Simon. Silvia intenta obtener información por su cuenta a través de Kuman-Kuman, un ministro exiliado de Matoban que vive en Nueva York, nuevamente escapando de los agentes que la controlan, para encontrarse con él en un bus de transporte público, pero llega casi a morir en un atentado con bomba en un autobús perpetrado por el ciudadano gabonés Jean Gamba, la mano derecha de Nils Lud, y parte de la escena de apertura, del grupo terrorista que trabaja para el dictador.
Más tarde, Philippe es encontrado muerto en su habitación de hotel y Silvia descubre que su hermano fue asesinado junto con Ajene Xola. Ella evita un nuevo intento de asesinato por parte de Gamba (a quien Keller mata) y deja un mensaje de voz en el teléfono de Keller diciendo que volverá a casa. Keller interpreta que esto significa regresará a Matobo y envía a un agente para que la intercepte en el Aeropuerto Internacional John F. Kennedy.
El presunto asesino es descubierto y asesinado a tiros en la ONU, mientras Zuwanie está en medio de su discurso ante la Asamblea General, y el personal de seguridad lleva a Zuwanie a una habitación segura para su protección. Silvia, anticipándose a esto, se ha estado escondiendo en la habitación segura y se enfrenta a Zuwanie y tiene la intención de matarlo ella misma. Keller determina que el complot de asesinato es una operación de bandera falsa creada por el mismo Zuwanie, para ganar credibilidad de que sus rivales son terroristas y así poder disuadir a los posibles partidarios de su destitución, y evitar la conformación de un tribunal penal internacional en su contra. Keller se da cuenta de que el mensaje de Silvia, de regresa a casa, significa ir a la ONU para ser parte del atentado terrorista y corre a la habitación segura, justo a tiempo para evitar que asesine a Zuwanie. Al final el dictador Zuwanie es acusado y Silvia escapa de ser juzgada, se reconcilia con Keller antes de partir hacia Matobo.

## Reparto
- Nicole Kidman - Silvia Broome
- Sean Penn - Tobin Keller
- Catherine Keener - Dot Woods
- Jesper Christensen - Nils Lud
- Yvan Attal - Philippe
- Earl Cameron - Edmond Zuwanie
- George Harris - Kuman-Kuman
- Michael Wright - Marcus
- Clyde Kusatsu – Jefe de Policía Lee Wu
- Eric Keenleyside - Rory Robb
- Hugo Speer - Simon Broome
- Maz Jobrani - Mo
- Yusuf Gatewood - Doug
- Sydney Pollack - Jay Pettigrew
- Curtiss Cook - Ajene Xola
- Aviana - La Bailarina
- Byron Utley - Jean Gamba

## Premios
- Premio LAFCA 2005: a la mejor actriz secundaria (Catherine Keener).
- Premio ASCAP 2006: a la mejor taquilla (James Newton Howard).
- Premio Huabiao Film Award 2005: a la sobresaliente traducción de un filme extranjero.